# Union für den Mittelmeerraum
Die Union für den Mittelmeerraum (UfM), auch Union für das Mittelmeer (umgangssprachlich Mittelmeerunion; französisch Union pour la Méditerranée (UpM); englisch Union for the Mediterranean (UfM)), ist eine zwischenstaatliche Organisation, bestehend aus 43 Ländern, zu denen alle 27 Mitgliedstaaten der Europäischen Union und 16 Partnerstaaten aus dem Mittelmeerraum gehören. Die Union wurde im Juli 2008 auf dem Pariser Mittelmeergipfel gegründet, mit dem Ziel der Festigung der Euro-mediterranen Partnerschaft (Euromed), die seit 1995 besteht und als Barcelona-Prozess bekannt ist.
Das vorrangige Ziel der Union besteht in der verstärkten Nord-Süd- und Süd-Süd-Integration im Mittelmeerraum zur Förderung der sozioökonomischen Entwicklung der Länder sowie zur Sicherstellung der Stabilität in der Region. Für die Umsetzung ihrer Maßnahmen hat sich die Organisation zwei Hauptschwerpunkte gesetzt: Unterstützung der menschlichen Entwicklung und Förderung von nachhaltiger Entwicklung. In diesem Sinne werden unterstützungswürdige regionale Projekte unterschiedlicher Größe ausgewählt und nach einvernehmlichem Beschluss unter den 43 Ländern offiziell anerkannt. Derartige Projekte und Initiativen konzentrieren sich auf 6 Tätigkeitsbereiche, die von den UfM-Mitgliedsstaaten vorgegeben sind:
- Unternehmensentwicklung
- Hochschulbildung und Forschung
- Soziale und zivile Angelegenheiten
- Energie- und Klimaschutzmaßnahmen
- Transport und städtische Entwicklung
- Wasser und Umwelt

## Geschichte

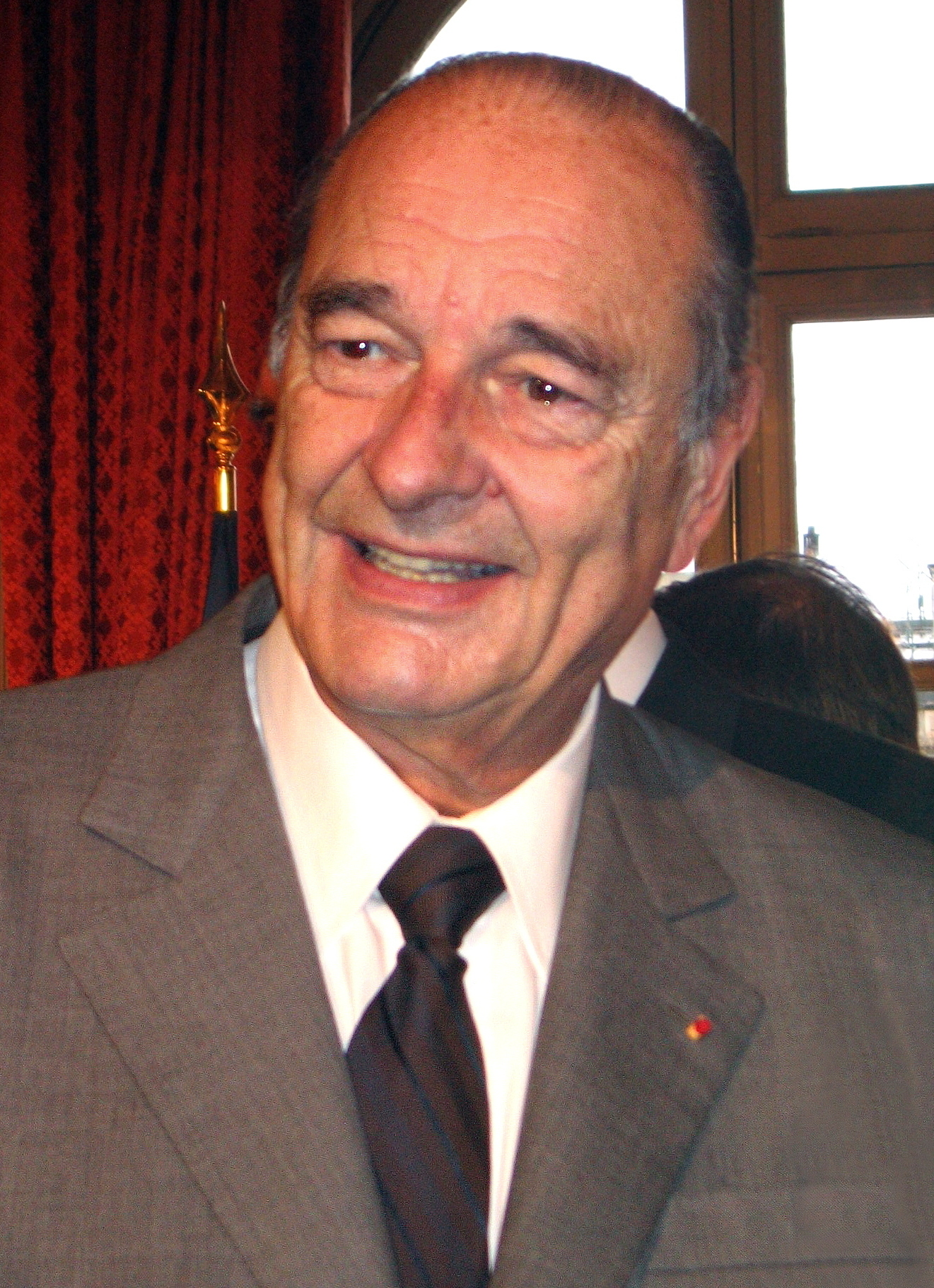
Der französische Präsident Jacques Chirac, einer der Mitbegründer des Barcelona-Prozesses.

### Vorschlag
Auf Bestreben von Frankreich, das die 1995 eingeführte euro-mediterrane Partnerschaft wiederbeleben wollte, wurden ab 2007 intensive Verhandlungen zwischen den Staaten über die Erneuerung des Prozesses aufgenommen.
Der Vorschlag zur Gründung einer „Mittelmeerunion“ war ursprünglich Teil des Wahlkampfes von Nicolas Sarkozy vor den französischen Präsidentschaftswahlen 2007. Nach seinem Sieg griff er die Idee wieder auf und stellte erste Pläne dazu vor. Trotz der möglichen Spaltung, die die Mittelmeerunion in der muslimischen Welt auslösen könnte, sah Sarkozy den Plan als eine Möglichkeit, zum Friedensprozess zwischen Israel und seinen arabischen Nachbarn beizutragen. Außerdem sollte die Mittelmeerunion in den Augen von Sarkozy eine Alternative zum Beitritt der Türkei zur Europäischen Union darstellen. Am 23. Oktober 2007 lud Sarkozy alle Staats- und Regierungschefs der Mittelmeerregion zu einem Treffen im Juni 2008 in Frankreich ein, bei dem „die Grundlagen für eine politische, wirtschaftliche und kulturelle Union auf der Basis strenger Gleichheit“ gelegt werden sollten.

### Reaktionen
Der Vorschlag stieß bei den EU-Mittelmeerländern, etwa Spanien, Italien und Griechenland, auf Zustimmung. Die nördlichen EU-Mitgliedstaaten, darunter vor allem Deutschland, und die EU-Kommission zeigten sich hingegen deutlich reservierter. Insbesondere wurde kritisiert, dass kaum Details über Umfang, Institutionen und Inhalte der geplanten Union bekannt wurden. Auch das Verhältnis zwischen der Mittelmeerunion und dem bereits existierenden Barcelona-Prozess blieb zunächst unklar. Ein weiterer wichtiger Kritikpunkt war, dass die Mittelmeerunion ursprünglich nicht die ganze EU, sondern nur die Mittelmeeranrainer umfassen sollte. Deshalb wurde befürchtet, dass die gemeinsame EU-Politik in der Region an Effektivität verliere und die südlichen Mittelmeerstaaten EU-interne Konflikte nützen könnten, um Verpflichtungen in den ihnen unangenehmen Politikfeldern, etwa in Fragen der Zivilgesellschaft und der Menschenrechte, aufzuweichen.
Von den übrigen Mittelmeeranrainern unterstützten Marokko, Tunesien und Israel den Vorschlag, während die Türkei ihn nicht als eine Alternative zur EU-Mitgliedschaft akzeptierte. Die Regierung Libyens erklärte es als einen Fehler der französischen Regierung, den Vorschlag zu lancieren, ohne sich zuvor mit den nordafrikanischen Staaten zu beraten. Am 11. Juni 2008 verschärfte der libysche Staatschef Muammar al-Gaddafi seine Kritik noch und erklärte, die EU versuche mit der Union für das Mittelmeer andere Organisationen wie die Arabische Liga und die Afrikanische Union zu spalten, in der die meisten nordafrikanischen Staaten Mitglied sind.

### Reduktion der Pläne
Anfang 2008 begann Sarkozy, seine Pläne für die Mittelmeerunion zu reduzieren, um die Kritik anderer EU-Mitgliedstaaten und der Kommission aufzufangen. Ende Februar erklärte der französische Europaminister Jean-Pierre Jouyet, dass es „keine Mittelmeerunion“ (Union méditerranéenne), sondern eine „Union für das Mittelmeer“ bzw., korrekt übersetzt, „Union für den Mittelmeerraum“ (Union pour la Méditerranée) geben werde. Durch diese Namensverschiebung sollte die sprachliche Assoziierung zur Europäischen Union (Union européenne) vermieden werden: Die neue Organisation sollte nicht in Konkurrenz zur EU treten, sondern nur deren bestehenden Strukturen „ergänzen und bereichern“. Tatsächlich wurde der offizielle Name der Organisation später „Union für das Mittelmeer“, die Kurzform „Mittelmeerunion“ aber umgangssprachlich beibehalten.
Nach einem Treffen mit der deutschen Bundeskanzlerin Angela Merkel im März 2008 wurde vereinbart, dass das Projekt alle EU-Mitgliedstaaten umfassen und auf dem bestehenden Barcelona-Prozess aufbauen sollte. Auch wurde der Plan aufgegeben, mit der Mittelmeerunion einen türkischen EU-Beitritt zu ersetzen: Der Türkei wurde eine Garantie angeboten, dass die Gründung der Mittelmeerunion die Beitrittsverhandlungen mit der EU nicht beeinflussen werde; daraufhin erklärte sie sich zur Teilnahme daran bereit.

### Gründung der Union für den Mittelmeerraum
Am 13. Juli 2008 gaben die 43 Staats- und Regierungsoberhäupter des euro-mediterranen Raums im Rahmen des Pariser Mittelmeergipfels grünes Licht für den Barcelona-Prozess und es erfolgte die Gründung: der Union für den Mittelmeerraum. Diese Union wurde präsentiert als neue Etappe der Euro-mediterranen Partnerschaft mit neuen Mitgliedern und einer verbesserten institutionellen Struktur und der Zielsetzung der „Optimierung der multilateralen Beziehungen, der Steigerung der gemeinsamen Verantwortung für den Prozess, der Führung der Organisation auf einer gleichberechtigten Basis und der Umsetzung in konkrete und für die Bürger besser sichtbare Projekte. Jetzt ist der Zeitpunkt gekommen, dem Barcelona-Prozess neue und nachhaltige Energie zu geben. Mehr Engagement und neuer Antriebswind sind jetzt erforderlich, um die Ziele der Barcelona-Erklärung in greifbare Ergebnisse umzuwandeln.“
Der Pariser Gipfel galt als großer diplomatischer Erfolg für Nicolas Sarkozy. Der französische Präsident hatte es geschafft, alle Staats- und Regierungschefs der 43 euro-mediterranen Länder in Paris zu versammeln, mit Ausnahme der Könige von Marokko und Jordanien.
Im Rahmen der Euro-mediterranen Außenministerkonferenz, die im November 2008 in Marseille abgehalten wurde, beschlossen die Minister, die Bezeichnung der Initiative auf die einfachere Form „Union für den Mittelmeerraum“ abzukürzen.
Dieses Treffen fand seinen Abschluss in einer neuen gemeinsamen Erklärung, welche die Erklärung von Paris ergänzt, wobei vor allem die institutionelle Struktur und die Funktionsprinzipien der UfM definiert wurden. Festgelegt wurde ein rotierender Doppelvorsitz, der jeweils von einem EU-Mitgliedsstaat und einem Mittelmeerpartner gemeinsam übernommen wird. Den ersten Doppelvorsitz übernahmen Frankreich und Ägypten. Die Anwesenheit der Arabischen Liga bei allen Treffen ist in den Statuten festgehalten. Es wurde ein Sekretariat mit Rechtsstatus und eigenen Statuten erschaffen. Als Sitz wurde Barcelona festgelegt.
Die Tatsache, dass die Union für den Mittelmeerraum als neue Etappe der Euro-mediterranen Partnerschaft kreiert wurde, bringt mit sich, dass die Union den Besitzstand von Barcelona akzeptiert und sich der Einhaltung desselben verpflichtet, welcher zur Förderung von „Frieden, Stabilität und Wohlstand“ in der gesamten Region dienen soll (Barcelona, 2). Die vier Kooperationskapitel, die im Rahmen des Barcelona-Prozesses im Laufe von 13 Jahren erarbeitet worden waren, bewahren demzufolge ihre Gültigkeit:
- Politik und Sicherheit
- Wirtschaft und Handel
- Soziokulturelle Angelegenheiten
- Gerechtigkeit und Innere Angelegenheiten Dieses vierte Kapitel wurde im Rahmen des Euro-mediterranen Gipfels zum Anlass des 10. Jahrestages hinzugefügt, der 2005 in Barcelona stattfand.

Auch das Ziel der Schaffung einer Freihandelszone im euro-mediterranen Raum ab 2010 (und darüber hinaus) – ein Vorschlag, der ursprünglich der Barcelona-Konferenz von 1995 entstammt – wurde auf dem Pariser Gipfel von 2008 erneut bekräftigt.
Zusätzlich zu diesen vier Kooperationskapiteln trafen die 43 Außenminister im November 2008 in Marseille zusammen und wählten 6 konkrete Projekte aus, die sich mit spezifischen Bedürfnissen des euro-mediterranen Raums beschäftigen und der Partnerschaft zu mehr Sichtbarkeit verhelfen werden:
- Umweltsanierung des Mittelmeers Dieses breit angelegte Projekt umfasst mehrere Initiativen, die auf eine umweltfreundliche Regierungsführung, Zugang zu Trinkwasser, Wassermanagement, Reduzierung der Umweltverschmutzung und den Schutz der mediterranen Biodiversität ausgerichtet sind.[16]
- Schifffahrtsstraßen und Autobahnen Der Zweck dieses Projekts liegt darin, den Güter- und Personentransport im gesamten euro-mediterranen Raum zu verstärken und zu verbessern, und zwar durch den Ausbau und die Modernisierung der Häfen und der Errichtung von Autobahnen und Schienenstrecken. Vor allem nehmen die Erklärungen von Paris und Marseille auf die Schaffung von Trans-Maghreb-Eisenbahn- und Autobahnstrecken Bezug, zur Verbindung der Länder Marokko, Algerien und Tunesien.[16]
- Katastrophenschutz Das Katastrophenschutzprojekt zielt auf die Verbesserung der Prävention sowie der Vorbereitung und Reaktion auf sowohl natürliche als auch menschenursächliche Katastrophen ab. Das letztendliche Ziel besteht darin, „die mediterranen Partnerländer schrittweise dem Katastrophenschutzmechanismus der EU näherzubringen“.[15]
- Alternative Energiequellen: Solarenergieplan für den Mittelmeerraum Ziel dieses Projekts ist es, die Produktion und Nutzung von erneuerbaren Energien zu fördern. Im Konkreten sollen die mediterranen Partnerländer zu Solarenergieerzeugern werden und den daraus gewonnenen Strom in den gesamten euro-mediterranen Raum exportieren.[4] In diesem Zusammenhang unterzeichnete die Union und die Industrieinitiative Dii im Mai 2012 eine Absichtserklärung für eine zukünftige Zusammenarbeit, die die Weiterentwicklung ihrer langfristigen strategischen Programme „Mediterranean Solar Plan“ und „Desert Power 2050“ vorsieht. Bei der Unterzeichnung in Marrakesch bezeichnete der Generalsekretär der Union die neue Partnerschaft als „einen Meilenstein auf dem Weg zur Implementierung des „Mediterranean Solar Plan“.“
- Hochschulbildung und Forschung: Euro-Mediterrane Universität Im Juni 2008 wurde in Piran (Slowenien) die Euro-Mediterrane Universität von Slowenien eingeweiht, die weiterführende Studienprogramme anbietet. Als die Außenminister 2008 in Marseille zusammentrafen, sprachen sie sich zudem für die Schaffung einer weiteren euro-mediterranen Universität im marokkanischen Fès aus, der Euro-Mediterranen Universität von Marokko (Euromed-UM).[15] Der Startschuss für die Universität wurde im Juni 2012 verkündet.[47] Auf dem Pariser Gipfel im Jahr 2008 vereinbarten die 43 Staats- und Regierungsoberhäupter, dass das Ziel dieses Projekts in der Förderung der Hochschulbildung und wissenschaftlichen Forschung im Mittelmeerraum liegen sollte sowie darin, in weiterer Folge einen „Euro-Mediterranen Raum für Hochschulbildung, Wissenschaft und Forschung“ zu gründen.[12]
- Mediterrane Initiative für Unternehmensentwicklung Der Zweck dieser Initiative liegt in der Förderung von kleinen und mittelständischen Unternehmen in den Partnerländern des Mittelmeerraums anhand der „Beurteilung der Bedürfnisse dieser Unternehmen, der Erarbeitung von politischen Lösungen und der Bereitstellung von Ressourcen für diese Unternehmen in Form von fachlicher Beratung und Finanzinstrumenten.“[12]

### 2008–2010: Die ersten Jahre
Die Agenda sieht Gipfeltreffen aller Staats- und Regierungshäupter im Zweijahreszyklus vor, zur Förderung des politischen Dialogs auf höchster Ebene. Laut der Pariser Erklärung:
- sollen aus diesen Gipfeltreffen gemeinschaftliche Erklärungen hervorgehen in Hinblick auf die Situation und Herausforderungen des euro-mediterranen Raums, wobei die Arbeit an den partnerschaftlichen Projekten beurteilt sowie jeweils ein 2-Jahres-Programm beschlossen wird;[12]
- ist ein jährliches Treffen der Außenminister vorgesehen, zur Überwachung der Umsetzung der Gipfelerklärung sowie für die Vorbereitung der Agenda für die jeweils nachfolgenden Gipfeltreffen;[12] und
- die Gastgeberländer der Gipfeltreffen sollen einvernehmlich bestimmt werden und abwechselnd aus einem EU-Land und einem Land der Mittelmeeranrainerstaaten bestehen.[12]

Das erste Gipfeltreffen fand im Juli 2008 in Paris statt. Das zweite Gipfeltreffen hätte im Juli 2010 in einem Nicht-EU-Staat stattfinden sollen, die euro-mediterranen Länder einigten sich jedoch stattdessen auf die Abhaltung des Gipfeltreffens in Barcelona am 7. Juni 2010 unter dem spanischen EU-Vorsitz. Am 20. Mai wurde jedoch vom ägyptisch-französischen Ko-Vorsitz zusammen mit Spanien beschlossen, das Gipfeltreffen aufzuschieben, was laut ihren Angaben mit der Absicht geschah, mehr Zeit für die indirekten Gespräche zwischen Israel und der Palästinensischen Autonomiebehörde einzuräumen, welche in jenem Monat eingeleitet wurden. Im Gegensatz dazu schoben die spanischen Medien die Aufschiebung jedoch der Drohung der arabischen Länder zu, das Gipfeltreffen im Fall einer Teilnahme des israelischen Außenministers Avigdor Lieberman an der Außenministerkonferenz, die im Vorfeld zum Gipfeltreffen stattfinden sollte, boykottieren zu wollen.
Zum Zeitpunkt des Pariser Gipfeltreffens hatten Frankreich – damals amtierendes EU-Vorsitzland – und Ägypten den Ko-Vorsitz inne. Danach wurden verschiedene Abkommen zwischen Frankreich und den jeweiligen rotierenden EU-Vorsitzländern (Tschechische Republik, Schweden und Spanien) unterzeichnet, um den Ko-Vorsitz für Ägypten aufrechtzuerhalten. Eine erste Rotation des Ko-Vorsitzes war für das zweite Gipfeltreffen der Union für den Mittelmeerraum vorgesehen. Aufgrund der zwei Aufschiebungen des Gipfeltreffens ergab sich jedoch keine Gelegenheit, um zu entscheiden, welche Länder den Ko-Vorsitz übernehmen sollten.
Verantwortlich für die Verzögerung der Bestätigung der Statuten des Sekretariats war der Konflikt zwischen der Türkei und Zypern. Diese wurden im März 2010 nämlich nur genehmigt, wohingegen die Erklärung von Marseille bereits eine Frist bis Mai 2009 festgesetzt hatte, zu welchem Datum das Sekretariat seinen Betrieb aufnehmen sollte. Auf dem Pariser Gipfel vereinbarten die Staats- und Regierungschefs, fünf stellvertretende Generalsekretäre aus Griechenland, Israel, Italien, Malta und der Palästinensischen Autonomiebehörde. zu ernennen. Die Ablehnung Zyperns des türkischen Antrags auf Stellung eines stellvertretenden Generalsekretärs mündete in monatelangen Verhandlungen, bis Zypern letztendlich der Schaffung eines sechsten stellvertretenden Generalsekretärs zustimmte, dessen Rolle ein türkischer Staatsbürger übernahm.
Der arabisch-israelische Konflikt ist aufgrund seines Schweregrads einer der Faktoren, die die Union für den Mittelmeerraum am meisten beeinträchtigen. Infolge der bewaffneten Auseinandersetzung zwischen Israel und Gaza von Dezember 2008 bis Januar 2009 verweigerte die Arabische Gruppe Treffen auf hoher Ebene und blockierte somit alle Ministertreffen, die für das erste Halbjahr 2009 geplant waren. Außerdem führte die Weigerung der arabischen Außenminister, sich mit ihrem israelischen Amtskollegen Avigdor Lieberman an einen Tisch zu setzen, zur Absage von zwei Außenministertreffen im November 2009 und im Juni 2010. Zudem waren verschiedene Sektionsversammlungen der Union für den Mittelmeerraum durch die Aktionen Israels gegen die palästinensische Zivilbevölkerung in den von ihnen besetzten Gebieten beeinträchtigt worden. Auf dem Euro-mediterranen Ministertreffen zum Thema Wasser, das im April 2010 in Barcelona stattfand, wurde die Wasserstrategie aufgrund einer terminologischen Diskrepanz nicht verabschiedet. Hierbei ging es darum, ob die von den Palästinensern, Syrern und Libanesen beanspruchten Gebiete als „occupied territories“ oder „territories under occupation“ bezeichnet werden sollten. Zwei weitere Ministertreffen – zu den Themen Hochschulbildung und Landwirtschaft – mussten aufgrund derselben Diskrepanz abgesagt werden.[57]
Nach der ersten Verschiebung kündigten sowohl Frankreich als auch Spanien ihre Absicht an, Friedensgespräche zwischen Israel und der Palästinensischen Autonomiebehörde als Teil des verschobenen Gipfels unter der Schirmherrschaft der USA abzuhalten. Im September wurde US-Präsident Barack Obama zu diesem Zweck zum Gipfeltreffen eingeladen. Der Gipfel, der dann für den 21. November 2010 in Barcelona angesetzt wurde, war laut Nicolas Sarkozy „eine Gelegenheit, um die Verhandlungen voranzutreiben.“
Anfang November 2010 gerieten die Friedensgespräche jedoch ins Stocken und die ägyptischen Ko-Vorsitzenden setzten für die Abhaltung des Gipfels zur Bedingung, dass sich Israels bereit zeigen müsste, die Verhandlungen wieder aufzunehmen. Laut einer Reihe von Experten bedeutete die Ankündigung von Benjamin Netanyahu, 300 neue Wohneinheiten in Ost-Jerusalem zu errichten, das endgültige Aus für jegliche Chance einer Abhaltung des Gipfels am 21. November. Gemeinsam mit Spanien beschlossen die beiden Ko-Vorsitzenden am 15. November, den Gipfel auf unbestimmte Zeit zu verschieben, mit der Begründung, dass die Stagnation des Friedensprozesses im Nahen Osten eine „erfolgreiche Teilnahme“ unmöglich machen würden.
Nachdem die UfM 2009 durch die vorherrschende Finanz- und Wirtschaftssituation ausgebremst worden war, erfuhr sie mit dem Abschluss der Verhandlungen über die Aufstellung des Generalsekretariats und dessen offizieller Amtseinführung am 4. März 2010 in Barcelona im speziell für diesen Anlass neugestalteten Pedralbes-Palast einen entscheidenden Auftrieb.
Der EU-Botschafter für Marokko Eneko Landaburu verkündete im September 2010, dass er „nicht“ an die Union für den Mittelmeerraum „glaube“. Seiner Meinung nach „verhindert“ die Spaltung der arabischen Länder „die Umsetzung einer gefestigten gebiets- und länderübergreifenden Politik“, weshalb er dazu aufrief, dieses ambitionierte Projekt der 43 Länder fallen zu lassen und den Schwerpunkt auf bilaterale Beziehungen zu legen.

### 2011–heute
Am 26. Januar 2011 kündigte der Generalsekretär der Mittelmeerunion, Ahmed Masadeh, seinen Rücktritt an. Als Grund nannte er die unzureichende Fähigkeit der Union, auf die in diesen Tagen stattfindenden Unruhen in Tunesien und in Ägypten zu reagieren. Zudem soll die Unzufriedenheit über die Unterfinanzierung der Mittelmeerunion ein Grund für den Rücktritt gewesen sein.
Am 22. Juni 2011 billigte die UfM ihr erstes Projekt, die Errichtung einer Meerwasserentsalzungsanlage für den Gazastreifen durch das Verleihen des „UfM Labels“ als Zeichen der übereinstimmenden politischen Anerkennung der Union
2012 verliehen die zur UfM gehörenden Länder sieben neuen Projekten ihr politisches Label und kamen damit auf insgesamt 13 Projekte in den Sektoren Transport und Verkehr, Bildung, Wasserwirtschaft und Unternehmensentwicklung, die von der Union gebilligt wurden.
Im Januar 2012 wurde der Generalsekretär der UfM, der Marokkaner Youssef Amrani, zum delegierten Minister im Ministerium für Auswärtige Angelegenheiten und Kooperation in der Regierung Benkirane ernannt. Ihm folgte auf den Posten des Generalsekretärs der UfM sein Landsmann, der Diplomat Fathallah Sijilmassi.
2013 lancierte die Union für den Mittelmeerraum ihre ersten Projekte:
- 30. April: Junge Frauen schaffen Arbeitsplätze[33]
- 28. Mai: Governance und Finanzierung der Wasserwirtschaft im Mittelmeerraum[34]
- 17. Juni: LogismedTA[35]

Am 14. November 2013 trafen sich die Verkehrsminister der 43 zur UfM gehörenden Länder in Brüssel anlässlich der Ministerkonferenz der Union für den Mittelmeerraum über den Verkehr.
Zwischen 2013 und 2015 fanden sieben sektorale Ministertreffen statt:
- UfM-Ministertreffen zur Stärkung der Rolle der Frau in der Gesellschaft – September 2013[37]
- UfM-Ministertreffen zum Thema Transport – November 2013[38]
- UfM-Ministertreffen zum Thema Energie – Dezember 2013[39]
- UfM-Ministertreffen zum Thema Industrielle Zusammenarbeit – Februar 2014[40]
- UfM-Ministertreffen zum Thema Umwelt und Klimawandel – Mai 2014[41]
- UfM-Ministertreffen zum Thema Digitale Wirtschaft – September 2014[42]
- UfM-Ministertreffen zum Thema Blue Economy – November 2015[43]
- UfM-Ministertreffen zum Thema Regionale Zusammenarbeit und Planung – Juni 2016
- UfM-Ministertreffen zum Thema Beschäftigung und Arbeitsmarkt – September 2016[44]
- UfM-Ministertreffen zum Thema Energie – Dezember 2016[45]
- UfM-Ministertreffen zum Thema Wasser – April 2017[46]
- UfM-Ministertreffen zum Thema Städtische Entwicklung – Mai 2017[47]

2015 hatte die UfM insgesamt 37 Projekte anerkannt, wovon sich 19 in der Umsetzungsphase befinden.
Am 16. Januar 2015 thematisierte François Hollande in seiner Rede anlässlich der Eröffnung des Forums „Renouveaux du monde arabe“ (Erneuerung der arabischen Welt) am Institut der arabischen Welt die schwierige Lage der Flüchtlinge in Europa und betonte, dass „die bestehenden Institutionen wie die Union für den Mittelmeerraum stärker genutzt“ werden müssten.
Am 21. Januar 2015 bekräftigte der König von Spanien, Felipe VI, sein Engagement für die UfM und erklärte: „Nordafrika, insbesondere der Maghreb, nimmt nach wie vor eine Vorrangstellung in unserer Außenpolitik ein. Daher sind wir bestrebt, die bilateralen Beziehungen und unsere aktive Beteiligung an Foren wie der Union für den Mittelmeerraum oder den 5+5-Dialog zu verstärken.“
Am 18. November 2015 positionierte die aktualisierte Europäische Nachbarschaftspolitik (ENP), die vom Europäischen Auswärtigen Dienst und von der Kommission veröffentlicht sowie vom Europäischen Rat am 14. Dezember bestätigt wurde, die UfM als treibende Kraft für die regionale Integration und Zusammenarbeit.
Anlässlich des 20. Jahrestages der Erklärung von Barcelona am 26. November 2015 und auf Initiative der Ko-Präsidenten der UfM, Federica Mogherini (Vizepräsidentin der Europäischen Kommission und Hohe Vertreterin der Europäischen Union für Außen- und Sicherheitspolitik) und Nasser Judeh (Außenminister des Königreichs Jordanien) fand ein inoffizielles Treffen der Außenminister der zur UfM gehörenden Länder in Barcelona statt, bei dem die Länder ihr politisches Engagement für die Entwicklung der Zusammenarbeit in der Region im Rahmen der UfM erneuerten.
Die dritte Ministerkonferenz über die Stärkung der Rolle der Frau in der Gesellschaft fand im September 2013 in Paris statt. Zu der Konferenz versammelten sich die für die Rechte der Frau und die Gleichstellung von Mann und Frau befassten Minister der 43 Mitgliedsstaaten der UfM.
Am 14. Dezember 2015 hat die Generalversammlung der Vereinten Nationen den Beschluss A/70/124 verabschiedet, der der Union für den Mittelmeerraum Beobachterstatus einräumt.
Anlässlich ihres ersten Treffens im Jahr 2016 haben die hochrangigen Vertreter der Mitgliedsstaaten der UfM vier neue Regionalprojekte auf den Gebieten inklusives Wachstum, nachhaltige Entwicklung und Selbstbestimmung der Frau genehmigt.
2016 zählt die UfM über 40 von den Mitgliedsstaaten genehmigte Projekte.
Im Februar 2016 wurden die Schulungsaktivitäten in Jordanien und Marokko im Rahmen des offiziell anerkannten UfM-Projekts „Skills for Success“ (Fähigkeiten, die zum Erfolg führen) erfolgreich abgeschlossen, einschließlich eines hohen Prozentsatzes an Stellenvermittlungen. Der Prozentsatz an Stellenvermittlungen unter allen teilnehmenden Arbeitssuchenden in Jordanien und Marokko (115 Absolventen) wurde mit 49 % beziffert, wobei zudem 6 % der Teilnehmer Praktikumsplätze fanden.
Am 12. März 2016 wurde der UfM das Ehrenzeichen der Spanischen Vereinigung für Europäische Förderung (Agrupación española de Fomento Europeo – AEFE) verliehen, als Anerkennung ihrer Arbeit für die universellen Werte und Menschenrechte im mediterranen Raum.
Am 2. Juni 2016 hielt die UfM auf Einladung des EU-Kommissars Johannes Hahn und des jordanischen Ministers für Kooperation und Planung, Imad N. Fakhoury, das erste Ministertreffen für regionale Zusammenarbeit und Planung der Union für den Mittelmeerraum ab.
Die Minister erkannten die Notwendigkeit, die wirtschaftliche Integration unter den Ländern der Region anzukurbeln, als ein Mittel zur Schaffung von Chancen für das erforderliche integrative Wachstum und die Schaffung von Arbeitsplätzen. Sie hoben die ausschlaggebende Rolle der Union für den Mittelmeerraum in dieser Hinsicht hervor und begrüßten die Arbeit des UfM-Sekretariats zur Unterstützung der Weiterentwicklung der regionalen Zusammenarbeit und Integration, unter anderem auch durch die Förderung von Projekten im gesamten Raum.
Vom 18. bis 19. Juli 2016 nahm die UfM an der MedCOP-Klimakonferenz 2016 als institutioneller Partner der Region Tanger teil. Die MedCOP-Klimakonferenz 2016 bot ein Forum für die Präsentation diverser, von der UfM unterstützter Initiativen und Projekte, die zur Ausarbeitung einer Klimaagenda für den Mittelmeerraum beitragen, wie die Schaffung eines mediterranen Netzwerks junger Menschen, die sich mit Klimathemen beschäftigen, dem Regionalausschuss für Zusammenarbeit zur Klimaschutzfinanzierung, um die Beschaffung von finanziellen Mitteln für Klimaschutzprojekte in der Region effizienter zu gestalten, oder der Eröffnung der Energy University durch Schneider Electric, einer virtuellen Universität.
Vom 10. bis 11. Oktober 2016 veranstaltete das UfM-Sekretariat in Barcelona zum dritten Mal auf höchster Ebene eine Konferenz zur Teilhabe von Frauen, die auf die Ausgaben von 2014 und 2015 folgte sowie als Vorbereitung zur vierten UfM-Ministerkonferenz zur Stärkung der Rolle der Frau in der Gesellschaft dienen sollte, die für Ende 2017 geplant ist. Die Konferenz diente als regionales Dialogforum, im Rahmen dessen die 250 Teilnehmer aus über 30 Ländern die Notwendigkeit betonten, in Anbetracht der gegenwärtigen Herausforderungen im Mittelmeerraum in den unverzichtbaren Beitrag der Frau zu investieren.
Nachdem in der UfM-Ministererklärung von Paris zur Stärkung der Rolle der Frau in der Gesellschaft ein entsprechender Antrag erging, wurde ein Bericht erarbeitet. Der Antrag lautete, „als euro-mediterranes Forum ein effektives Follow-up-Verfahren einzurichten und einen effektiven Dialog zu frauenbezogenen Richtlinien, Gesetzen und deren Umsetzung zu gewährleisten.“
Am 1. November 2016 startete die UfM offiziell das „Integrated Programme for the Protection of Lake Bizerte against Pollution“ in Bizerta, Tunesien. Das Event fand in Anwesenheit des tunesischen Regierungschefs Youssef Chahed, der Hohen Vertreterin der Europäischen Union für Außen- und Sicherheitspolitik und Vizepräsidentin der EU-Kommission Federica Mogherini und dem Generalsekretär der Union für den Mittelmeerraum Fathallah Sijilmassi statt. Mit einem Gesamtbudget von über 90 Millionen Euro über eine Laufzeit von 5 Jahren soll das Programm zur Reinigung des Bizerter Sees in Nordtunesien beitragen sowie zur Verbesserung der Lebensbedingungen der umliegenden Bevölkerung und der Reduzierung der Hauptverschmutzungsquellen, von denen das gesamte Mittelmeer betroffen ist. Das Projekt wird von internationalen Finanzinstitutionen wie der Europäischen Investitionsbank und der EU-Kommission unterstützt sowie von der Europäischen Bank für Wiederaufbau und Entwicklung.
Im November 2016 wurde dem UfM-Sekretariat die offizielle Rolle als Beobachter des Rahmenübereinkommens der Vereinten Nationen über Klimaänderungen (UNFCCC) während der UN-Klimakonferenz in Marrakesch 2016 eingeräumt und nimmt gleichzeitig durch die Lancierung spezifischer regionaler Initiativen und Projekte aktiv an der Umsetzung der Ziele des Pariser Abkommens im euro-mediterranen Raum teil.
Am 23. Januar 2017 zeigten die Mitgliedsstaaten der Union für den Mittelmeerraum gemeinsam ihr politisches Engagement für die Stärkung der regionalen Zusammenarbeit im Mittelmeerraum, indem sie bei ihrem zweiten Regionalforum, das am 23. und 24. Januar unter dem Titel “Mediterranean in Action: Youth for Stability and Development” in Barcelona stattfand, die UfM Roadmap for Action verabschiedeten.
Dieser Maßnahmenplan konzentriert sich auf vier Haupttätigkeitsbereiche:
- Stärkung des politischen Dialogs zwischen den UfM-Mitgliedern
- Sicherstellung des Beitrags der UfM-Tätigkeit zur regionalen Stabilität und menschlichen Entwicklung
- Stärkung der regionalen Integration
- Konsolidierung der Handlungsfähigkeit der UfM

Am 22. Februar 2017 unterzeichneten das Sekretariat der Union für den Mittelmeerraum (UfM) und die Schwedische Agentur für Internationale Entwicklungszusammenarbeit (Sida) ein mehrjähriges 6,5-Million-Euro-Finanzabkommen zur Unterstützung der UfM-Tätigkeiten zugunsten einer nachhaltigeren und integrativeren Entwicklung in der Region.
Am 10. April 2017 trafen die Staats- bzw. Regierungsoberhäupter von Zypern, Frankreich, Griechenland, Italien, Malta, Portugal und Spanien auf dem 3. Gipfel der Südlichen EU-Staaten in Madrid zusammen, wo sie der Union für den Mittelmeerraum erneut ihre Unterstützung zusicherten und deren „zentrale Rolle in der Konsolidierung der regionalen Zusammenarbeit im euro-mediterranen Raum als Ausdruck der gemeinsamen Verantwortung in der Verwaltung unserer gemeinschaftlichen regionalen Agenda zur gemeinsamen, effizienten Bewältigung unserer gegenwärtigen Herausforderungen“ betonten.
Im Laufe des Jahres 2017 wurden 47 regionale Kooperationsprojekte mit einem Gesamtwert von über 5,3 Milliarden Euro offiziell von der UfM anerkannt, nach einstimmiger Genehmigung durch alle 43 Mitgliedstaaten. Die Umsetzung der Projekte geht mit hohem Tempo voran und verzeichnet positive Ergebnisse vor Ort.

## Ziele und Projekte
Das vorrangige Ziel der Union für den Mittelmeerraum besteht in der verstärkten regionalen Zusammenarbeit und Integration sowie im regionalen Dialog und der Umsetzung konkreter und strukturbestimmender Projekte für die euro-mediterranen Region.
Die Mittelmeerunion soll eine losere Gemeinschaft bilden als die EU. Sarkozy rief zwar die Mittelmeerstaaten dazu auf, „dasselbe zu tun, mit demselben Ziel und derselben Methode“ wie die Europäische Union, stellte jedoch klar, dass die Mittelmeerunion nicht auf dem supranationalen Modell der EU gegründet sein werde.
Bei der Reduktion der Pläne Anfang 2008, wurden einige der ursprünglichen Vorschläge fallen gelassen, darunter eine Reihe von zu gründenden Agenturen und der Plan einer „Mittelmeer-Investitionsbank“ (die nach dem Vorbild der Europäischen Investitionsbank gebildet sein sollte). Stattdessen sollte sich die Mittelmeerunion lediglich auf einzelne konkrete Projekte konzentrieren. In der Abschlusserklärung des Gipfeltreffens vom 13. Juli 2008 wurden als Projekte genannt:
- die Umweltsanierung des Mittelmeers
- die Einrichtung von transnationalen Schifffahrtsstraßen und Autobahnen
- die Schaffung eines gemeinsamen Katastrophenschutzes
- ein Energie-, ein Bildungs- und ein Projekt für den Mittelstand

Deutsche und Franzosen kündigten zudem die Absicht an, gemeinsam mit den Südländern einen „Plan für Sonnenenergie“ zu entwickeln, bei dem in Nordafrika erzeugte Solarenergie nach Europa exportiert würde. Am 13. Juli 2009 wurde zu diesem Zweck das Projekt Desertec gegründet, an dem die Mittelmeerunion jedoch selbst nur am Rande beteiligt war.
Als politisches Ziel wurde in der Abschlusserklärung die Schaffung eines Nahen Ostens frei von Massenvernichtungswaffen formuliert. Die Mitgliedstaaten bekannten sich zur „Stärkung der Demokratie und des politischen Pluralismus“ und lehnten sowohl jede Form von Terrorismus als auch Versuche, eine Religion oder Kultur mit Terrorismus in Verbindung zu bringen, ab. Zur strittigen Frage des Nahostkonflikts einigte man sich auf die Formulierung, dass man den Friedensprozess zwischen Israel und den Palästinensern unterstützen wolle, ohne konkrete Ziele oder Lösungsansätze zu nennen.

### Regionaler Dialog

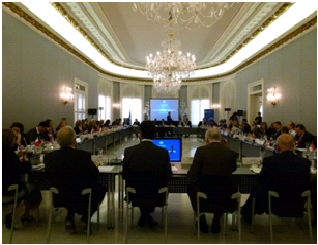
Ministerkonferenz 2016

Die UfM ist ergänzend in der Europäischen Nachbarschaftspolitik tätig, die 2004 aufgelegt wurde, und in der jeweiligen Entwicklungspolitik der zur UfM gehörenden Länder, um die Entstehung eines gemeinsamen Projekts im Mittelmeerraum in Form von regelmäßigen Treffen ihrer 43 Mitgliedsländer zu fördern.
Über 20 sektor-spezifische Ministertreffen wurden unter Beteiligung der 43 Länder seit Initiierung der UfM 2008 abgehalten, davon 7 seit 2013:
- Ministertreffen zur Stärkung der Rolle der Frau in der Gesellschaft – September 2013[77]
- Ministertreffen zum Transport und Verkehr – November 2013[78]
- Ministertreffen zum Energie – Dezember 2013[79]
- Ministertreffen zum Ministertreffen zum Industrielle Zusammenarbeit – Februar 2014[80]
- Ministertreffen zum Umwelt und Klimawandel – Mai 2014[81]
- Ministertreffen zum Digitale Wirtschaft – September 2014[82]
- Ministertreffen zum Blue Economy – November 2015[83]

- Ministertreffen zum Thema Regionale Zusammenarbeit und Planung, Totes Meer, 2. Juni 2016
- Ministertreffen zum Thema Beschäftigung und Arbeitsmarkt, Totes Meer, 26. September 2016
- Ministertreffen zum Thema Energie, Rom, 1. Dezember 2016
- Ministertreffen zum Thema Wasser, Malta, 27. April 2017
- Ministertreffen zum Thema Städtische Entwicklung, Kairo, 22. Mai 2017

Im März 2015 beschrieb die Interparlamentarische Konferenz für EU-Außen- und Sicherheitspolitik und EU-Sicherheits- und Verteidigungspolitik in ihrer Abschlussrede die UfM als „effizientestes und facettenreichstes Kooperationsforum in der Region“.
Im Mai 2016 würdigte die Parlamentarversammlung der UfM in ihrer abschließenden Erklärung ihrer 12. Plenarsitzung die „Wichtigkeit der Schlüsselfunktion der UfM für die Förderung der Zusammenarbeit und regionalen Integration im Mittelmeerraum […]“.
Im Januar 2017, zum Anlass des 2. UfM-Regionalforums, auf welchem alle Außenminister der 43 Mitgliedstaaten zusammentrafen, erklärte die Hohe Vertreterin der Europäischen Union für Außen- und Sicherheitspolitik und Vizepräsidentin der EU-Kommission Federica Mogherini: „Wir haben uns gemeinsam dazu verpflichtet, diesen Teufelskreis aus fehlender Integration, Spannungen und Konflikten zu brechen und auf kohärente Art und Weise im Rahmen unserer Union für den Mittelmeerraum in konkreten Tätigkeitsbereichen in eine verstärkte Dialogbereitschaft und regionale integrative Zusammenarbeit zu investieren.“

### Regionale Projekte
Die UfM unterstützt durch das Verfahren der offiziellen Anerkennung Projekte, die auf gemeinschaftliche regionale Herausforderungen ausgerichtet sind und direkte Auswirkungen auf das Leben der Bevölkerung zur Folge haben. Die offizielle Anerkennung durch die UfM steht als Garant für die regionale Anerkennung und Sichtbarkeit der ausgewählten Projekte. Außerdem wird hierdurch der Zugang zu Finanzierungsmöglichkeiten über das Netzwerk der Finanzpartner der UfM gewährt.
Der wichtigste Mehrwert der UfM liegt in der Verknüpfung der theoretisch beschlossenen Maßnahmen mit der Umsetzung in die Tat vor Ort anhand konkreter Projekte, welche wiederum in die Festlegung relevanter Maßnahmen durch eine große Vielzahl an Interessensvertretern einfließt. Die Umsetzung von Projekten vor Ort folgt dem Prinzip der „variablen Geometrie“, die ein gewisses Maß an Flexibilität gewährt und ermöglicht, dass eine kleinere Anzahl an Ländern einvernehmliche Entscheidungen für die Kooperation und Teilnahme an Projekten im gemeinsamen Interesse trifft.
Im Dezember 2015 wurden insgesamt 37 Projekte von der UfM offiziell anerkannt. Zu Juli 2017 wurden über 45 Projekte offiziell von der UfM anerkannt:

### Menschliche Entwicklung
Nach einer Konsultationsphase mit Interessensvertretern lancierte die UfM 2013 eine regionale Initiative (Med4Jobs), anhand welcher die Prioritäten für die Intervention in den Bereichen Beschäftigungsmöglichkeiten, Vermittlertätigkeiten und Arbeitsplatzbeschaffung in der Region für die Erarbeitung spezifischer Projekte definiert wurden.
Bis 2015 hatte das UfM-Sekretariat insgesamt 13 Projekte offiziell anerkannt, deren Schwerpunkt auf den Herausforderungen der Jugendbeschäftigungsmöglichkeiten und dem integrativen Wachstum lag. Im Rahmen des politischen Mandats und den im Zuge von regionalen Dialogen vorgebrachten Prioritäten sind diese Projekte auf 200.000 Nutznießer ausgerichtet, zum Großteil junge Menschen, und involvieren über 1000 kleine und mittelständische Privatunternehmen.
Zum Thema Teilhabe von Frauen wurden zudem 10 weitere Projekte mit einem Gesamtbudget von über 127 Millionen Euro offiziell anerkannt, von welchen über 50.000 Frauen im euro-mediterranen Raum profitieren werden und an denen über 1000 Interessensvertreter Teil hatten.
Der spezifische Fokus auf Jugendbeschäftigungsmöglichkeiten und Teilhabe von Frauen steht in Einklang mit dem Ziel der UfM, die Humanressourcen in der Region zu stärken, das ein Kernthema in Hinblick auf die Stabilität und Sicherheit in der Region darstellt.
Zu Juli 2017 zählte die UfM 26 offiziell anerkannte Projekte im Bereich der regionalen menschlichen Entwicklung.

#### Unternehmensentwicklung
- Entwicklung von Jugendbeschäftigungsmöglichkeiten und unternehmerischen Fähigkeiten – Maharat MED
- Mittelmeer-Unternehmernetzwerk
- Förderung der finanziellen Integration über mobile Finanzdienste in den südlichen und östlichen Mittelmeerländern
- Erschaffung einer regionalen Plattform für die Entwicklung kultureller und kreativer Industrien und Cluster im südlichen Mittelmeerraum
- Generation Unternehmer
- EDILE – Wirtschaftliche Entwicklung durch integrative und lokale Teilhabe[90]
- EMIPO – EUROMED Investition, Förderung und Beobachtungsstelle[91]
- EMDC – Euro-mediterranes Entwicklungszentrum für Mikro-, Klein- und mittelständische Unternehmen
- KMU-Programm von Agadir – Förderung von KMU-Wettbewerbsfähigkeit und Handel in den Mitgliedsstaaten des Abkommens von Agadir
- YouMatch – „Toolbox-Projekt“: Entwicklung und Implementierung einer bedürfnisgesteuerten Toolbox für jugendorientierte, innovative Arbeitsmarktdienste in der MENA-Region

#### Beschäftigungsfähigkeit der Jugend und inklusives Wachstum
Das Sekretariat der UfM hat 13 Projekte politisch anerkannt, die sich den Herausforderungen der Beschäftigungsfähigkeit der Jugend und des inklusiven Wachstums annehmen. Im Rahmen des politischen Mandats (insbesondere der Ministerkonferenzen über industrielle Zusammenarbeit und digitale Wirtschaft) und anhand der in den Regionaldialogen gesetzten Prioritäten zielen diese Projekte auf rund 200.000 Nutznießer ab, im Wesentlichen junge Menschen, und beziehen über 1000 private kleine und mittlere Unternehmen mit ein.
Im Anschluss an einen Beratungsprozess mit den verschiedenen Beteiligten hat die UfM 2013 eine zweckgebundene Jobinitiative lanciert (Med4Jobs), die die Handlungsprioritäten in Sachen Beschäftigungsfähigkeit, Vermittlungsleistungen und Schaffung von Arbeitsplätzen für die Region definiert, kraft derer weitere spezifische Projekte entwickelt werden sollen.
Am 26. November 2014 unterzeichnete die UfM ein Abkommen über die „Stärkung der Beteiligung des Privatsektors an der wirtschaftlichen und sozialen Entwicklung im Mittelmeerraum“ mit ASCAME (Verband der Industrie- und Handelskammern des Mittelmeerraums).
- MedNC – Neue Chance Mittelmeer-Netzwerk
- HOMERe – Hohe Chance auf Rekrutierung von Führungskräften im Mittelmeerraum
- Hochschulbildung zu Nahrungsmittelsicherheit und ländlicher Entwicklung
- EMUNI-Masterprogramme
- Drei Forschungsbereiche für die EMUNI-Doktorandenprogramme
- Masterstudienprogramm in Risikowissenschaft
- Euro-mediterrane Universität von Fès
- Eastern Mediterranean International School (EMIS)

#### Soziale und zivile Angelegenheiten
Vom 11. bis 12. November 2009 fand die erste Ministerkonferenz der UfM statt. Die in Marrakesch abgehaltene Konferenz hatte die Stärkung der Rolle der Frau in der Gesellschaft zum Thema und führte zur Schaffung einer Stiftung der Frauen für den Mittelmeerraum.
Am 30. April 2013 bestätigten die 43 Mitgliedsländer der UfM das Projekt „Junge Frauen schaffen Arbeitsplätze“, dessen Ziel die Förderung des Unternehmertums unter Frauen sowie die Gleichstellung der Geschlechter ist. Im April 2015 wurde in Palästina ein Tag des Frauenunternehmertums abgehalten.
Die UfM unterstützt auch das Programm „Beschäftigungsfähigkeit von jungen Frauen“, dessen Ziel darin besteht, junge arbeitssuchende Frauen weiterzubilden, jedoch mangelt es dem Programm an professioneller Kompetenz. Das Projekt wurde zunächst in Marokko, in Tunesien und in Jordanien in der ersten Hälfte des Jahres 2014 eingeführt und später auf Ägypten und den Libanon Ende 2014 und Anfang 2015 ausgeweitet. Im Mai 2015 kam das Programm 180 Frauen zugute.
- WOMED: die „nächste Führungsgeneration“
- CEED GROW: Wachsende und vorankommende kleine und mittelständische Unternehmen
- Verantwortungsbewusste Bürger – Förderung der Bürgerbildung zur Vorbeugung von Gewalt in den Schulen, insbesondere gegen Mädchen und Frauen
- Förderung der Teilhabe von Frauen
- Fähigkeiten, die zum Erfolg führen – Beschäftigungsfähigkeiten für Frauen
- Junge Frauen als Beschäftigungsmotoren
- Förderung der Teilhabe von Frauen für eine integrative und nachhaltige industrielle Entwicklung in der MENA-Region
- Das Recht der Frau auf Gesundheit – Das WoRTH-Projekt

### Nachhaltige Entwicklung
2015 wurden 14 Projekte von den 43 Ländern der UfM anerkannt. Die UfM arbeitet vor allem an der Säuberung des tunesischen Sees Bizerte, dem Bau der Meerwasserentsalzungsanlage für den Gazastreifen und an der integrativen Stadtentwicklung der Stadt Imbaba.
Zu Juli 2017 zählte die UfM 21 offiziell anerkannte Projekte im Bereich der regionalen nachhaltigen Entwicklung. Diese Projekte sollen maßgebliche sozioökonomische Auswirkungen in der gesamten Region zeigen, unter anderem in den Bereichen Klimaschutzmaßnahmen, erneuerbare Energien, Transport, städtische Entwicklung, Wasser, blaue Wirtschaft und Umwelt.

#### Transport und städtische Entwicklung
- UPFI Sfax-Taparura-Projekt
- Entwicklung des Bou-Regreg-Tals
- Imbaba-Stadtentwicklungsprojekt
- Jordanisches Schienennetz
- Fertigstellung des Mittelabschnitts der Trans-Maghreb-Autobahnachse
- LOGISMED Schulungsaktivitäten
- Meeresautobahn (MoS) – Türkei-Italien-Tunesien-Projekt
- MoS OPTIMED IMPLEMENTIERUNG – Auf dem Weg zu einem neuen Mittelmeerkorridor: Von den Häfen im Südosten zu den Häfen im Nordwesten
- UPFI Städtisches Wiederaufbauprojekt in Jericho
- Ganzheitliches städtisches Abfallmanagementprojekt Izmir

#### Energie und Klimaschutzmaßnahmen
- Windenergiepark Tafila
- Energy University von Schneider Electric, eine virtuelle Universität
- SEMed Rahmenwerk für Privatprojekte im Bereich der erneuerbaren Energien – SPREF

#### Wasser und Umwelt
- Kapazitätsaufbauprogramm für Wasserintegrität im Nahen Osten und Nordafrika
- BlueGreen Med-CS
- MED RESCP – POST RIO +20: Förderung von Modellen für Nachhaltigkeit in Verbrauch und Produktion (SCP) und Ressourceneffizienz (RE) im Mittelmeerraum
- Auf dem Weg zu einer mediterranen Wasser-Knowhow-Plattform
- Ganzheitliches Umweltschutzprogramm für den Bizerter See
- Leitung und Finanzierung der Wasserwirtschaft im Mittelmeerraum
- Projekt „Eine Entsalzungsanlage für den Gaza-Streifen“
- PLASTIC-BUSTERS für ein Mittelmeer ohne Müll

## Institutionen

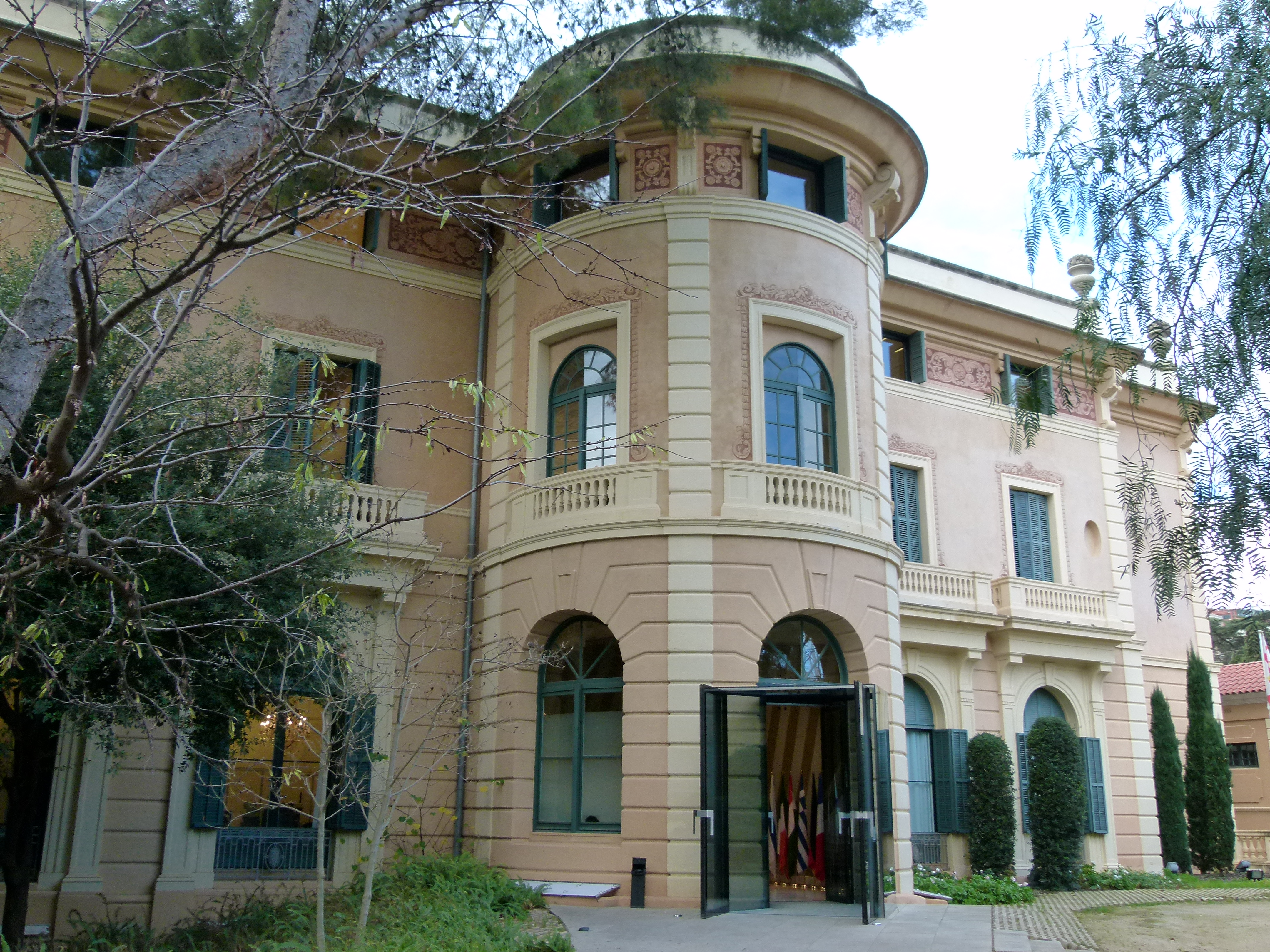
Sitz der UfM: Königlicher Palast von Pedralbes, Barcelona, Spanien

Geplant sind zweijährliche Gipfeltreffen der Mitgliedstaaten unter einem jeweils rotierenden Vorsitz (nach Vorbild des Europäischen Rats), um über Themen wie Energie, Sicherheit, Terrorismusbekämpfung, Immigration und Handel zu beraten. Die Mittelmeerunion und die EU sollen dabei zusammenarbeiten und einige Institutionen teilen. Ein gemeinsamer Bereich zur Bekämpfung von Korruption, Terrorismus, organisiertem Verbrechen und Menschenhandel ist vorgesehen.
Den Vorsitz der ersten Sitzungsperiode übernahmen als erste Ko-Vorsitzender Ägypten für die südlichen Anrainer und Frankreich für die Europäische Union.

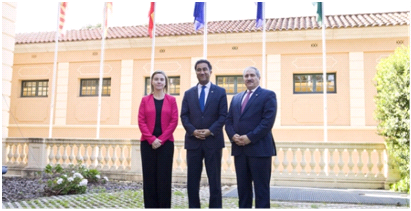
Die Ko-Präsidenten der UfM, Federica Mogherini, Hohe Vertreterin der Europäischen Union für Außen- und Sicherheitspolitik, und Nasser Judeh, Außenminister des Haschemitischen Königreiches Jordanien, neben dem Generalsekretär der UfM, Fathallah Sijilmassi

Am 4. November 2008 einigten sich die Außenminister der 43 Mitgliedstaaten in Marseille auf Barcelona als Sitz für das Generalsekretariat der Mittelmeerunion. Das Sekretariat der Mittelmeerunion wird in der früheren Königsresidenz, dem Palau Reial de Pedralbes, eingerichtet. Tunesien sollte als Vertreter des südlichen Ufers das Vorschlagsrecht für den Generalsekretär haben. Bei einem Treffen der Außenminister von Frankreich, Spanien, Ägypten, Tunesien und Jordanien am 5. Januar 2010 wurde der Jordanier Ahmed Masade als Generalsekretär vorgeschlagen. Anfang März nahm er seine Arbeit auf.
Dem Generalsekretär stehen sechs Stellvertreter zur Seite: drei Europäer und drei Vertreter der südlichen Anrainer, davon einer für Israel, damit die Arabische Liga als Vollmitglied in der UfM vertreten ist.
Stellvertretende Generalsekretäre sind:
- Lino Cardarelli (Italien), Abteilung Unternehmensentwicklung
- Panagiotis Roumeliotis (Griechenland), Abteilung Energie
- Botschafterin Celia Attard Pirotta (Malta), Abteilung Soziale und Zivile Angelegenheiten
- Mehmet Yigit Alpogan (Türkei), zuständig für Verkehr
- Ilan Chet (Israel), Abteilung Hochschulbildung und Forschung
- Rafiq al Husseini (Palästina), Abteilung Wasser und Umwelt
- Botschafterin Yigit Alpogan (Türkei), Abteilung Transport und städtische Entwicklung

Das Sekretariat der Union für den Mittelmeerraum wurde im März 2010 im Rahmen einer offiziellen Zeremonie in Barcelona eingeweiht.
2017 verfügte das Sekretariat der UfM über einen Mitarbeiterstab von 60 Personen aus über 20 Herkunftsländern, einschließlich der ständigen Anwesenheit von hohen Amtsträgern, die von der EU-Kommission, der EIB, der BERD und den CDC entsandt werden.

### Nord-Süd-Ko-Vorsitz-System
Um das gemeinschaftliche Verantwortungsbewusstsein der Union für den Mittelmeerraum sicherzustellen, beschlossen die Staats- und Regierungschefs in Paris, jeweils zwei Länder, einen EU-Staat und einen der Mittelmeerpartnerstaaten, mit dem Vorsitz der Union für den Mittelmeerraum zu betrauen. Die 27-EU-Länder kamen überein, dass der EU-Ko-Vorsitz „mit den externen Vertreteraufgaben der Europäischen Union in Einklang mit den Regelungen des geltenden Abkommens vereinbar sein müsste“, und die Mittelmeerpartnerländer beschlossen, unter sich ein Land einvernehmlich auszuwählen, das für einen nicht-verlängerbaren Zeitraum von zwei Jahren den Ko-Vorsitz übernehmen würde.
Von 2008 bis 2012 hatten Frankreich und Ägypten den ersten Ko-Vorsitz der UfM inne.
2012 ließ das Sekretariat verlauten, dass der Ko-Vorsitzende Ägypten von Jordanien abgelöst werden würde und Frankreich durch die Europäische Union. Dieser Wechsel, der im September 2012 vollzogen wurde, war im Rahmen eines Treffens der hohen Vertreter in Barcelona am 28. Juni beschlossen worden.
| Nord-Vorsitz                       | Süd-Vorsitz                     |
| Frankreich (Juli 2008 – März 2012) | Ägypten (Juli 2008 – Juni 2012) |
| Europäische Union (März 2012 –)    | Jordanien (Juni 2012 –)         |

### Treffen der hohen Amtsträger der UfM
Das Treffen der hohen Amtsträger der UfM, bestehend aus Botschaftern und hohen Amtsträgern für auswärtige Angelegenheiten, die von den 43 UfM-Ländern individuell ernannt werden, findet in regelmäßigen Abständen mehrmals jährlich statt, und zwar am Sitz des UfM-Sekretariats in Barcelona oder in einem der UfM-Mitgliedsstaaten. Die Aufgabe dieser Zusammenkünfte besteht darin, regionale Themen, Strategien und Maßnahmen der Organisation zu besprechen sowie vorgelegte Projekte zu genehmigen. Jedes Land verfügt über ein gleichberechtigtes Stimmrecht und alle Entscheidungen werden einvernehmlich gefällt. Neben diesen Treffen finden auch weitere UfM-Treffen statt, vor allem Ministertreffen zur Festlegung der Mittelmeeragenda zu spezifischen Themen, wie Umwelt und Klimawandel, digitale Wirtschaft, die Rolle der Frau in der Gesellschaft, Transport oder Industrie.

### Sekretariat
Das Sekretariat der Union für den Mittelmeerraum wurde am 4. März 2010 im Rahmen einer offiziellen Zeremonie in Barcelona eingeweiht.
Die Funktion des ständigen Sekretariats liegt in der operativen Nachbetreuung der sektorspezifischen Ministertreffen anhand der Überprüfung und Überwachung der Umsetzung der konkreten Projekte für den euro-mediterranen Raum sowie durch das Suchen nach Finanzierungspartnern für diese Projekte und die Koordination diverser Dialogplattformen.
Die Außenminister des euro-mediterranen Raums beschlossen auf der Konferenz von Marseille im November 2008, den Sitz des Sekretariats im Königlichen Pedralbes-Palast von Barcelona unterzubringen. Darüber hinaus kam es zu einer Übereinkunft über die Struktur dieser neuen Schlüsselinstitution und die Herkunftsländer der ersten Sekretariatsmitglieder:
- Der Generalsekretär wird einvernehmlich gewählt und muss aus einem der Nicht-EU-Staaten stammen. Er wird für eine Amtsperiode von 3 Jahren gewählt, die für 3 weitere Jahre verlängert werden kann.[111] Der erste Generalsekretär war der Jordanier Ahmad Khalaf Masa'deh, einstiger Botschafter für Jordanien in der Europäischen Union, Belgien, Norwegen und Luxemburg sowie Minister für die Reform des öffentlichen Sektors von 2004 bis 2005.[113] Nach einem Jahr trat er aus seinem Amt zurück.[114] Im Juli 2011 übernahm der marokkanische Diplomat Youssef Amrani seine Nachfolge. Als dieser von der Regierung Benkirans zum stellvertretenden Außenminister ernannt wurde, folgte ihm sein Landsmann, der marokkanische Botschafter Fathallah Sijilmassi, ehemaliger Botschafter in der Europäischen Union (2003–2004) und in Frankreich (2005–2009), auf den Posten des Generalsekretärs.[115] Fathallah Sijilmassi ist Amtsträger der Ehrenlegion und hoher Amtsträger des Nationalen Verdienstordens der Republik Frankreich. Juni 2018 ist der Ägypter Nasser Kamel auf diesen Posten berufen worden.

Das Sekretariat der Union für den Mittelmeerraum wurde im März 2010 im Rahmen einer offiziellen Zeremonie in Barcelona eingeweiht.
2017 verfügte das Sekretariat der UfM über einen Mitarbeiterstab von 60 Personen aus über 20 Herkunftsländern, einschließlich der ständigen Anwesenheit von hohen Amtsträgern, die von der EU-Kommission, der EIB, der BERD und den CDC entsandt werden.

## Mitgliedstaaten

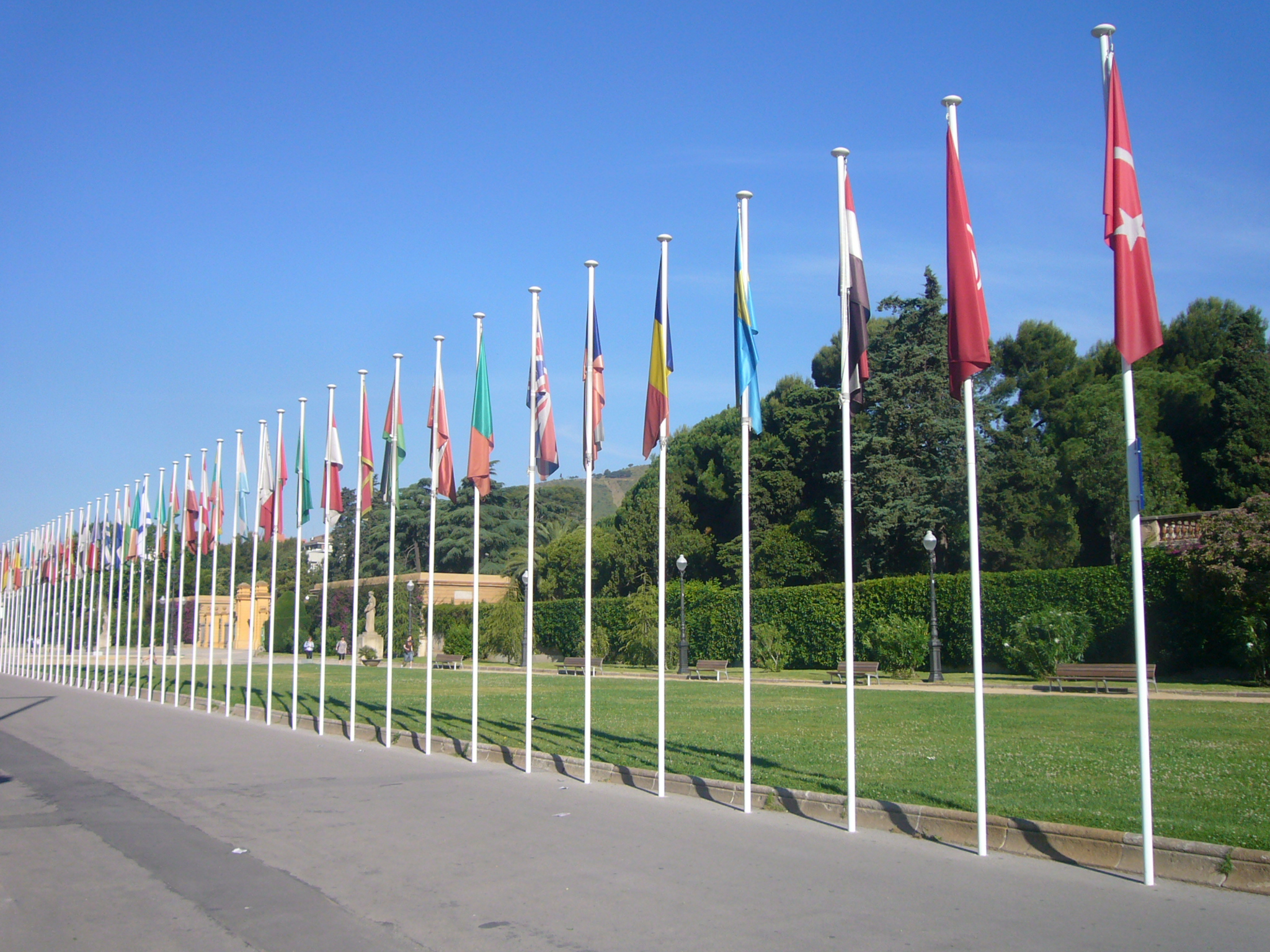
Flaggen der Mitgliedsländer der UfM vor dem Königlichen Palast von Pedralbes in Barcelona.

Die Union für das Mittelmeer besteht aus allen EU-Staaten sowie aus den Mittelmeeranrainern, die an der Euro-mediterranen Partnerschaft (EUROMED), auch als Barcelona-Prozess bezeichnet, beteiligt sind, sowie Jordanien und Mauretanien.
Die ursprünglichen Pläne umfassten lediglich diejenigen EU-Staaten, die auch selbst an das Mittelmeer angrenzen (Frankreich, Spanien, Italien, Malta, Griechenland, Slowenien, Zypern); alle anderen EU-Staaten sollten nur Beobachterstatus besitzen. Dieser Plan wurde aber von den nördlichen EU-Staaten, insbesondere von Deutschland, abgelehnt und daher im März 2008 verworfen.
Beim Gipfeltreffen zur Gründung der Union im Juli 2008 waren Vertreter aus 43 Staaten anwesend. Einzig Libyen, das auch schon in der Euro-mediterranen Partnerschaft nur Beobachterstatus besaß, blieb dem Treffen in Paris fern.
Nach intensiven Verhandlungen mit Israel ist die Arabische Liga Beobachter ohne Stimmrecht und kann somit an allen Treffen teilnehmen.
| Staat                   | Mitgliedschaft          | Bevölkerung | Fläche in km² | unterzeichnender Repräsentant      |
| ----------------------- | ----------------------- | ----------- | ------------- | ---------------------------------- |
| Ägypten                 | ENP, EUROMED            | 75.400.000  | 1.001.449     | Muhammad Husni Mubarak             |
| Albanien                | EU-Kandidat, CEFTA      | 3.127.263   | 28.748        | Sali Berisha                       |
| Algerien                | ENP, EUROMED            | 33.333.216  | 2.381.740     | Abd al-Aziz Bouteflika             |
| Belgien                 | EU, EUROMED             | 10.584.534  | 30.528        | Karel De Gucht                     |
| Bosnien und Herzegowina | CEFTA                   | 4.400.126   | 51.129        | Haris Silajdžić                    |
| Bulgarien               | EU, EUROMED             | 7.679.290   | 110.912       | Georgi Parwanow                    |
| Dänemark                | EU, EUROMED             | 5.457.415   | 43.094        | Anders Fogh Rasmussen              |
| Deutschland             | EU, EUROMED             | 82.314.906  | 357.050       | Angela Merkel                      |
| Estland                 | EU, EUROMED             | 1.342.409   | 45.226        | Andrus Ansip                       |
| Finnland                | EU, EUROMED             | 5.289.128   | 338.145       | Tarja Halonen & Matti Vanhanen     |
| Frankreich              | EU, EUROMED             | 63.392.140  | 674.843       | Nicolas Sarkozy                    |
| Griechenland            | EU, EUROMED             | 11.125.179  | 131.990       | Kostas Karamanlis                  |
| Irland                  | EU, EUROMED             | 4.239.848   | 70.273        | Brian Cowen                        |
| Israel                  | ENP, EUROMED            | 7.184.000   | 20.770        | Ehud Olmert                        |
| Italien                 | EU, EUROMED             | 59.131.287  | 301.318       | Silvio Berlusconi                  |
| Jordanien               | ENP, EUROMED            | 5.924.000   | 89.342        | Nadir adh-Dhahabi                  |
| Kroatien                | EU                      | 4.513.458   | 56.592        | Stjepan Mesić                      |
| Lettland                | EU, EUROMED             | 2.281.305   | 64.589        | Valdis Zatlers                     |
| Libanon                 | ENP, EUROMED            | 4.099.000   | 10.452        | Michel Sulaiman                    |
| Libyen (Beobachter)     | ENP, EUROMED-Beobachter | 6.036.914   | 1.759.540     |                                    |
| Litauen                 | EU, EUROMED             | 3.373.991   | 65.303        | Gediminas Kirkilas                 |
| Luxemburg               | EU, EUROMED             | 476.200     | 2.586         | Jean-Claude Juncker                |
| Malta                   | EU, EUROMED             | 404.962     | 316           | Lawrence Gonzi                     |
| Marokko                 | ENP, EUROMED            | 33.757.175  | 446.550       | Moulay Rachid                      |
| Mauretanien             |                         | 3.069.000   | 1.030.700     | Sidi Mohamed Ould Cheikh Abdallahi |
| Monaco                  |                         | 32.000      | 2             | Fürst Albert II.                   |
| Montenegro              | EU-Kandidat, CEFTA      | 622.000     | 13.812        | Milo Đukanović                     |
| Niederlande             | EU, EUROMED             | 16.372.715  | 41.526        | Jan Peter Balkenende               |
| Österreich              | EU, EUROMED             | 8.316.487   | 83.871        | Alfred Gusenbauer                  |
| Palästina               | ENP, EUROMED            | 4.018.332   | 6.020         | Mahmud Abbas                       |
| Polen                   | EU, EUROMED             | 38.116.486  | 312.683       | Lech Kaczyński                     |
| Portugal                | EU, EUROMED             | 10.599.095  | 92.391        | José Sócrates                      |
| Rumänien                | EU, EUROMED             | 21.565.119  | 238.391       | Traian Băsescu                     |
| Schweden                | EU, EUROMED             | 9.142.817   | 449.964       | Fredrik Reinfeldt                  |
| Slowakei                | EU, EUROMED             | 5.396.168   | 49.037        | Robert Fico                        |
| Slowenien               | EU, EUROMED             | 2.013.597   | 20.273        | Janez Janša                        |
| Spanien                 | EU, EUROMED             | 45.116.894  | 506.030       | José Luis Rodríguez Zapatero       |
| Syrien                  | ENP, EUROMED            | 20.314.747  | 185.180       | Baschar al-Assad                   |
| Tschechien              | EU, EUROMED             | 10.306.709  | 78.866        | Alexandr Vondra                    |
| Tunesien                | ENP, EUROMED            | 10.102.000  | 163.610       | Zine el-Abidine Ben Ali            |
| Türkei                  | EU-Kandidat, EUROMED    | 76.667.864  | 814.578       | Recep Tayyip Erdoğan               |
| Ungarn                  | EU, EUROMED             | 10.066.158  | 93.030        | Ferenc Gyurcsány                   |
| Zypern                  | EU, EUROMED             | 766.400     | 9.251         | Dimitris Christofias               |

## Andere euro-mediterrane Organisationen und Institutionen

### Die Euro-mediterrane Parlamentarversammlung
Die Euro-mediterrane Parlamentarversammlung (EMPA) ist keine neue Institution innerhalb des Rahmenwerks der Euro-Mediterranen Partnerschaft. Die EMPA wurde am 3. Dezember 2003 in Neapel von den Außenministern des euro-mediterranen Raums gegründet und hielt ihre erste Plenarsitzung vom 22. bis 23. März 2004 in Athen ab. Die EMPA vereint Parlamentarier aus den euro-mediterranen Ländern und verfügt über vier ständige Ausschüsse zu folgenden Themenbereichen:
- Politische Angelegenheiten, Sicherheit und Menschenrechte
- Wirtschafts-, Finanz- und soziale Angelegenheiten und Bildung
- Förderung von Lebensqualität, Austausch der Menschen und Kultur
- Rechte der Frau in den euro-mediterranen Ländern

Außerdem verfügt die EMPA über einen Ad-hoc-Ausschuss zum Thema Energie und Umwelt. Seit der Gründung der Union für den Mittelmeerraum hat sich die Rolle der EMPA weiter gefestigt, da sie als „rechtliche parlamentäre Ausdrucksform der Union“ angesehen wird.
Mehrere Institutionen arbeiten eng mit der UfM zusammen (Parlamentarische Versammlung der Union für den Mittelmeerraum, Versammlung der regionalen und lokalen Gebietskörperschaften Europa-Mittelmeer, Anna-Lindh-Stiftung, europäische wirtschaftliche und soziale Kommissionen).
Die Parlamentarische Versammlung der Union für den Mittelmeerraum (PV-UfM) ist eine regionale parlamentarische Organisation, die die Delegationen der Parlamente der Staaten der UfM zusammenbringt. Sie tritt mindestens einmal pro Jahr zur Plenarsitzung zusammen und umfasst 280 Mitglieder, die zu gleichen Teilen aus Mitgliedern der südlichen und der nördlichen Mittelmeeranrainer vertreten sind.
Die 2010 gegründete Versammlung der regionalen und lokalen Gebietskörperschaften Europa-Mittelmeer (ARLEM) stellt die Kommunal- und Regionalvertreter der Europäischen Union und ihrer Partner des Mittelmeerraums. Sie steht für die territoriale Dimension im Zentrum der Union für den Mittelmeerraum.
Die euro-mediterrane Stiftung für den Dialog zwischen den Kulturen, gemeinhin unter ihrer Bezeichnung Anna-Lindh-Stiftung bekannt, hat den Auftrag, den interkulturellen Dialog im Zentrum der Europa-Mittelmeer-Region und die Wertschätzung zwischen den Kulturen zu fördern sowie die Zivilgesellschaft dabei zu unterstützen.

### Regional- und Lokalversammlung Europa-Mittelmeer
Auf der euro-mediterranen Außenministerkonferenz, die im November 2008 in Marseille stattfand, begrüßten die Minister den Antrag des EU-Ausschusses der Regionen auf Gründung einer Versammlung der regionalen und lokalen Gebietskörperschaften Europa-Mittelmeer (französische Kurzbezeichnung ARLEM). Ziel dieser Versammlung ist es, eine Brücke zu schlagen zwischen den Kommunal- und Regionalvertretern der 43 Länder der Union für den Mittelmeerraum und den EU-Institutionen.
Die Teilnehmer der EU setzen sich aus den Mitgliedern des EU-Ausschusses der Regionen und den Vertretern anderer EU-Institutionen zusammen, die an der Euro-mediterranen Partnerschaft teilhaben. Die Teilnehmer der mediterranen Partnerstaaten bilden Vertreter regionaler und lokaler Behörden, die von den jeweiligen Landesregierungen ernannt werden. Nach ihrer offiziellen Gründung hielt die ARLEM ihre erste Plenarsitzung am 31. Januar 2010 in Barcelona ab. Der Ko-Vorsitz der ARLEM wird vom Vorsitzenden des EU-Ausschusses der Regionen Luc Van den Brande und dem Bürgermeister der marokkanischen Stadt Al Hoceima, Mohammed Boudra, übernommen.

### Anna-Lindh-Stiftung
Die Anna-Lindh-Stiftung für den interkulturellen Dialog mit Sitz im ägyptischen Alexandria wurde im April 2005 gegründet. Die nach der schwedischen Politikerin Anna Lindh benannte Stiftung ist ein Netzwerk für die zivilgesellschaftlichen Organisationen der euro-mediterranen Länder mit dem Ziel der Förderung des interkulturellen Dialogs und des gegenseitigen Verständnisses.
Auf dem Pariser Gipfel wurde vereinbart, dass die Anna-Lindh-Stiftung gemeinsam mit der Allianz der Zivilisationen der Vereinten Nationen mit der Leitung der kulturellen Aspekte der Union des Mittelmeerraums betraut werden würde.
Im September 2010 veröffentlichte die Anna-Lindh-Stiftung einen Bericht namens EuroMed Intercultural Trends 2010. Diese Beurteilung der gegenseitigen Wahrnehmung sowie der Sichtbarkeit der Union für den Mittelmeerraum in der gesamten Region basiert auf einer öffentlichen Umfrage des Gallup-Instituts, an welcher 13.000 Personen aus den UfM-Ländern teilgenommen hatten.

### Partnerschaften mit anderen Organisationen und euro-mediterranen Institutionen
Als Dialog- und Kooperationsplattform pflegt die Union für den Mittelmeerraum strategische Partnerschaften mit weltweiten, regionalen und sub-regionalen Organisationen. Im Laufe der vergangenen fünf Jahre konnte die UfM ihre Beziehungen zu bedeutenden Interessensvertretern durch die Unterzeichnung diverser Absichtserklärungen festigen:
- CIHEAM (International Center for Advanced Mediterranean Agronomic Studies – Internationales Zentrum für agrarwissenschaftliche Studien im Mittelmeerraum) – 8. Januar 2015
- EESC (European Economic and Social Committee – Europäischer Wirtschafts- und Sozialausschuss) – 13. Januar 2015
- Spanisches Ministerium für Wirtschaft und Wettbewerbsfähigkeit – 26. Januar 2015
- AFAEMME (Association of Organisations of Mediterranean Businesswomen – Vereinigung der Geschäftsfrauenorganisationen im Mittelmeerraum) – 11. Februar 2015
- Agentur für internationale Zusammenarbeit und lokale Entwicklung im Mittelmeerraum – 16. Februar 2015
- Britische Universität in Ägypten – 14. März 2015
- EMUNI-Universität (Euro-mediterrane Universität) – 8. April 2015
- IRU (International Road Transport Union – Internationale Straßentransportunion) – 10. April 2015
- IPEMED (Institut de Prospective économique du monde Méditerranéen – Wirtschaftsprognoseinstitut für den Mittelmeerraum) – 4. Mai 2015
- UNIDO – 22. Mai 2015
- BUSINESSMED – 9. Juni 2015
- BSEC (Organization of the Black Sea Economic Cooperation – Schwarzmeer-Wirtschaftskooperation) – 18. Juni 2015
- UNESCO – 14. Oktober 2015
- CETMO (Center for Transportation Studies for the Western Mediterranean – Zentrum für Transportstudien im westlichen Mittelmeerraum) – 26. November 2015
- Energiechartasekretariat – 26. November 2015
- EMUNI-Universität – 1. Februar 2016
- Internationale Energieagentur – 17. Februar 2016
- Marokkanischer Kooperationsdienst – 8. März 2016
- UN-HABITAT – 5. April 2016
- Kommunalrat der Region Tanger-Tétouan-Al Hoceima – 22. Juni 2016
- Spanisches Ministerium für auswärtige Angelegenheiten und Kooperation – 29. Juli 2016
- ANIMA Investitionsnetzwerk – 7. September 2016
- Interakademische Gruppe zur Entwicklungsförderung – 29. September 2016
- IEMed (European Institute of the Mediterranean – Europäisches Mittelmeerinstitut) – 20. Januar 2017
- SIDA (Swedish International Development Cooperation Agency – Schwedische Agentur für Internationale Entwicklungszusammenarbeit) – 23. Januar 2017
- UN-Büro für Süd-Süd-Zusammenarbeit – 24. Januar 2017
- Stiftung Frauen für Afrika – 24. Januar 2017
- Technische Abteilung AGADIR – 24. Januar 2017
- Ständiges Sekretariat MENBO – 10. März 2017
- EMUNI-Universität – 14. März 2017
- Konrad-Adenauer-Stiftung – 10. April 2017
- Weltallianz für effiziente Lösungen – 24. Mai 2017
- SDSN Mittelmeer – 1. Juni 2017
- Mittelmeerinstitut für Wasser – 8. Juni 2017
- Euro-mediterrane Universität von Fès – 20. Juni 2017
- IEMed – 20. Juli 2017